# Aribwatsa jezik
Aribwatsa jezik (lae, lahe; ISO 639-3: laz), izumrli austronezijski jezik s donjeg toka rijeke Wamped u provinciji Morobe, u Papui Novoj Gvineji.
Jedan je od pet jezika podskupine busu, šire skupine donjomarkhamskih jezika. Pripadnici etničke grupe danas se služe jezikom bugawac ili bukawa [buk], i žive u njihovim selima Butibum i Kamkumun.

## Vanjske poveznice
- Ethnologue (14th)
- Ethnologue (15th)